# Panamomops inconspicuus
Panamomops inconspicuus är en spindelart som först beskrevs av Miller och Valesova 1964.  Panamomops inconspicuus ingår i släktet Panamomops och familjen täckvävarspindlar. Inga underarter finns listade i Catalogue of Life.